# End of Suffering
End of Suffering è il terzo album in studio del gruppo musicale britannico Frank Carter & The Rattlesnakes, pubblicato nel 2019.

## Tracce
1. Why a Butterfly Can't Love a Spider – 3:40
2. Tyrant Lizard King (featuring Tom Morello) – 2:40
3. Heartbreaker – 3:19
4. Crowbar – 3:20
5. Love Games – 3:34
6. Anxiety – 3:38
7. Angel Wings – 4:13
8. Supervillain – 4:02
9. Latex Dreams – 3:41
10. Kitty Sucker – 3:44
11. Little Devil – 3:14
12. End of Suffering – 5:01
13. Bleed – 3:44

## Formazione
- Frank Carter – voce
- Dean Richardson – chitarra
- Tom "Tank" Barclay – basso
- Gareth Grover – batteria